# Angraecum cultriforme
Angraecum cultriforme är en orkidéart som beskrevs av Victor Samuel Summerhayes. Angraecum cultriforme ingår i släktet Angraecum och familjen orkidéer. Inga underarter finns listade i Catalogue of Life.